# Intelsat 601
O Intelsat 601 (IS-601), anteriormente denominado de Intelsat VI F-1, foi um satélite de comunicação geoestacionário construído pela Hughes Aircraft. Ele esteve localizado na posição orbital de 47,5 graus de longitude leste e era de propriedade da Intelsat, empresa sediada atualmente em Luxemburgo, e mais tarde pela Europa*Star. O satélite foi baseado na plataforma HS-389 e sua expectativa de vida útil era de 13 anos. O mesmo foi desativado em outubro de 2011 e foi enviado para uma órbita cemitério.

## História
O Intelsat 601 foi o último dos cinco satélites da série Intelsat VI a ser lançado. A série Intelsat VI foi construído pela Hughes Aircraft, baseado em torno do modelo HS-389.
O Intelsat 601 foi operado em órbita geoestacionária com um perigeu de 35.680 quilômetros (22.170 milhas), um apogeu de 35.897 km (22.305 milhas) e 0 graus de inclinação.
Após entrar em serviço, o Intelsat 601 foi posicionado em 27,5 graus oeste. Em outubro de 1997, ele foi transferido para 34,5 graus oeste, atingindo o novo slot orbital em 16 de outubro. Entre maio e julho de 2002 ele foi transferido para 32,9 graus leste, e entre outubro e novembro foi novamente movido, para 64,25 graus leste, onde permaneceria até outubro de 2006. Suas operações finais para a Intelsat foram realizadas em 63,5 graus leste, onde chegou em novembro de 2006. Em outubro de 2007 ele foi transferido para a Europa*Star, e mudou-se para 47,5 graus Leste, chegando em novembro. O satélite foi retirado de serviço e colocado em uma órbita cemitério em outubro de 2011.

## Lançamento
O satélite foi lançado com sucesso ao espaço no dia 29 de outubro de 1991, às 23:08:08 UTC, por meio de um veículo Ariane 44L V47 a partir do Centro Espacial de Kourou, na Guiana Francesa. Ele tinha uma massa de lançamento de 4.330.

## Capacidade
O Intelsat 601 era equipado com 38 transponders em banda C e 10 em banda Ku.